# ويليام إيغلتون
ويليام ليستر إيغلتون (بالإنجليزية: William L. Eagleton)‏ (17 أغسطس 1926- 27 يناير2011) كان مسؤولاً ودبلوماسيًا في وزارة الخارجية الأمريكية حيث عمل سفيراً في العديد من دول الشرق الأوسط وشمال إفريقيا.

## حياته
ولد إيغلتون في إلينوي وخدم في البحرية الأمريكية من عام 1944 إلى عام 1946 وتخرج من جامعة ييل عام 1948. انضم إلى السلك الدبلوماسي الأمريكي عام 1949.

## العمل الدبلوماسي
شغل إيغلتون منصب القنصل الأمريكي في تبريز بإيران بين 1959 و1961 وسفير الولايات المتحدة في اليمن عام 1967، وتونس عام 1977، وليبيا مابين 1978-1979، والجزائر عام 1979، والعراق 1980-1984، وسوريا مابين 1985-1988. وهو مؤلف كتاب الجمهورية الكردية عام 1946 (1961) و«كردستان العراق» في العالم اليوم (1956).

## روابط خارجية
- قسم رعاية مصالح الولايات المتحدة في العراق برقية من ويليام إل إيجلتون جونيور إلى وزارة الخارجية. «متابعة زيارة رامسفيلد إلى بغداد»، 26 ديسمبر 1983
- ترشيح ويليام ل. إيغلتون جونيور سفيراً للولايات المتحدة الأمريكية في سوريا
- ويليام إيغلتون على موقع فايند أغريف